# Antònia Maria Estarellas Torrens
Antònia Maria Estarellas Torrens (Santa Maria del Camí, 3 de gener de 1968) és una política mallorquina; ha estat diputada al Parlament de les Illes Balears en la VIII legislatura, regidora municipal i ha ocupat diferents càrrecs en el Govern Balear.
És llicenciada en Filosofia i Lletres, especialitat en Història, per la Universitat de les Illes Balears. Des de 1990 ha treballat com a funcionària del Govern Balear. Militant del Partido Popular, fou vicesecretària d'organització del partit a les Illes. A les eleccions municipals espanyoles de 2003 fou elegida regidora i portaveu municipal de Santa Maria del Camí. De 2003 a 2006 fou Secretaria General de la Conselleria de Salut i Consum del Govern de les Illes Balears.
Fou elegida diputada a les eleccions al Parlament de les Illes Balears de 2011, però renuncià al seu escó quan fou nomenada directora general d'Immigració (reanomenat al mateix 2011 com a directora general de Cooperació i Immigració) de la Conselleria de Presidència del Govern de les Illes Balears.